# Diadegma brevivalve
Diadegma brevivalve là một loài tò vò trong họ Ichneumonidae.